# Hasdrúbal (fill de Giscó)
Hasdrúbal, fill de Giscó fou un general cartaginès a Hispània durant la Segona Guerra Púnica. És esmentat quan va ser enviat a la província amb un fort exèrcit el 214 aC i va cooperar amb Hasdrúbal Barca i Magó Barca fills d'Hamílcar Barca. Els tres generals van tenir algunes disputes segons deixen entreveure els escriptors romans.
Després de la sortida d'Hispània d'Hasdrúbal Barca cap a Itàlia, Hasdrúbal fill de Giscó va ser encarregat de defensar Lusitània i les províncies occidentals evitant la batalla amb els romans; durant el 208 aC no va tenir activitat militar i el 207 aC apareix a Gades on se li va reunir Magó amb les restes del seu exèrcit que havia estat derrotat per Marc Silà. Com que Escipió va seguir a Magó, i volia forçar a Hasdrúbal a entaular combat, Hasdrúbal va eludir el combat i es va posar darrere les muralles sense emprendre cap acció.
El 206 aC va rebre reforços de Cartago i el seu exèrcit va augmentar a 70.000 homes i 4.500 cavallers amb els quals ja es podien enfrontar amb seguretat als romans. La batalla es va produir al lloc que Plini anomena Elinga i Tit Livi anomena Silpia, al districte miner de la Bètica, però foren derrotats i amb la resta de l'exèrcit es van refugiar darrere les muralles de Gades (vegeu conquesta romana d'Hispània).
Hasdrúbal va considerar perduda Hispània i va iniciar converses amb els caps africans, quan ja Escipió havia engegat contactes amb Sífax rei dels massesils; va anar a la cort del rei númida on hauria arribat al mateix temps que Escipió i durant uns dies va conversar amb el general romà i amb el rei, al que va aconseguir fer sortir de l'aliança amb Roma mercès a la seva germana Sofonisba, que es va casar amb el sobirà númida; però llavors el rei dels massils, Massinissa I, al que Sofonisba havia estat promesa, es va aliar als romans, si bé Hasdrúbal preferia l'aliança de Sífax al que considerava més poderós; Sífax va envair territori de Masinissa i el va expulsar dels seus dominis.
El 204 aC Escipió va desembarcar a Àfrica i Cartago va enviar al general Hasdrúbal amb un exèrcit de trenta mil homes i tres mil cavallers als que es va unir Sífax amb 50.000 númides i deu mil cavallers. Amb aquestes forces al davant, Escipió va haver d'aixecar el setge d'Útica i establir-se en una posició protegida a un promontori a la costa; Hasdrúbal i Sífax van formar dos camps separats i van bloquejar al romà l'hivern del 204 al 203 aC. Sifax no obstant va entrar en converses amb Escipió, que mentre havia planejat l'incendi dels dos campaments enemics, cosa que va poder portar a terme amb l'ajut de Masinissa. Incendiats sobtadament els dos campaments al mateix temps, el romans es van llençar sobre ambdós i van matar milers d'enemics quan fugien en la foscor i la confusió; sembla que es va produir una gran matança de milers d'homes. Hasdrúbal i Sífax es van escapar, van reorganitzar les forces i es van enfrontar en una batalla decisiva a Escipió i foren derrotats.
Sífax va fugir al seu regne i Hasdrúbal va tornar a Cartago (203 aC). Ja no torna a ser esmentat ni per Polibi ni per Tit Livi, però Apià diu que en realitat no va tornar a Cartago on probablement hauria estat condemnat a mort i va reunir una força de mercenaris i númides i es va dedicar a la guerra pel seu propi compte i el govern cartaginès el va condemnar a mort; Hasdrúbal hauria continuat cooperant amb el nou comandant cartaginès Hannó fill d'Hamílcar i quan Hanníbal Barca va tornar i va agafar el comandament, la seva sentència de mort fou revocada i les seves tropes unides formalment a les del gran general, però dins la ciutat tenia l'hostilitat de la població i un dia en uns disturbis fou atacat pel poble, i va fugir fins a la tomba de la seva família on es va suïcidar prenent un verí; el seu cap fou tallat i passejat en triomf per les turbes pels carrers de la ciutat.